# Mine aftener i Paradis
Mine aftener i Paradis (originaltitel: Nuovo Cinema Paradiso, også kendt som Cinema Paradiso) er en italiensk romantisk dramafilm fra 1989, der er instrueret og regisseret af Giuseppe Tornatore. Filmen var i marts 2020 nr. 52 på Internet Movie Databases liste over de 250 bedste film nogensinde.
Filmen er en hyldest til biografen som mødested, den traditionelle film og Sicilien. Den er retrospektiv – vi møder hovedpersonen som ung, som teenager og barn.
Oprindeligt var filmen 155 minutter lang, men efter en begrænset succes i Italien blev den klippet ned til 123 minutter, da den blev udgivet internationalt. I 2002 udkom en director's cut på 173 minutter. Den korteste version vandt Prix du Jury ved Filmfestivalen i Cannes i 1989 og en Oscar for bedste udenlandske film samme år.